# Agama ruinowa
Agama ruinowa (Trapelus ruderatus) – gatunek gada łuskonośnego z rodziny agamowatych (Agamidae).

## Występowanie
Bliski Wschód od południowo-wschodniej Syrii i wschodniej Jordanii, przez południowy Irak, północną Arabię Saudyjską i Kuwejt, po południowo-zachodni Iran. Dokładny zasięg występowania jest trudny do ustalenia, gdyż część autorów (np. IUCN) synonimizuje z tym gatunkiem agamę perską (Trapelus persicus).

## Cechy morfologiczne
Osiąga 16 cm długości. Głowa, tułów oraz nasada ogona są silnie spłaszczone. Głowa duża, zaokrąglona, pysk krótki, przewężenie szyi wyraźne, ogon cienki, okrągły w przekroju. Łuski drobne, słabo żeberkowane; jedynie na głowie za błonami bębenkowymi oraz na grzbiecie są one większe i stożkowate. Na ogonie nie tworzą one pierścieni.
Grzbiet jest jasnobrązowy lub żółtawy z poprzecznymi, brązowymi lub czerwonobrązowymi pręgami zachodzącymi również na ogon. W porze godowej samce wybarwiają się na kolor niebieskoszary lub ołowiany.

## Biologia i ekologia
Żyje na piaszczystych i piaszczysto-kamienistych pustyniach i półpustyniach, w górach nawet od 3000 m n.p.m. Żywi się głównie rozmaitymi stawonogami.
Pod koniec czerwca samica składa 6 do 14 jaj o długości 15–17 mm.